# ジェニファー・ウェルズ
ジェニファー・ウェルズ（Jennifer Welles、1937年3月15日 - 2018年6月26日）は、主に1970年代にソフトコア・ハードコアのジャンルで活躍した、アメリカ合衆国のポルノ女優。

## 来歴
ウェルズはセクスプロイテーション映画で、1960年代後半に女優としての経歴を開始した。最も有名な作品は『スーパーテクニシャン/ジェニファー・ウェルズ (Inside Jennifer Welles) 』(1977年) である。この映画で、彼女は監督としてもクレジットされている。（実際にはセクスプロイテーションのベテラン、ジョセフ・W・サルノが匿名で監督したのであるが。）彼女はまた、何本かの一般向け映画に出演している。チェビー・チェイスと共演した『アイダホ・ポテト・ライブ (The Groove Tube) 』が特に知られている。
ウェルズは1977年に、AFAA（Adult Film Association of America）の最優秀主演女優賞を映画『性熟ジェニファー/ファクスタシー (Little Orphan Sammy)』で獲得した。また彼女は、同年の「EROS, The Magazine of Decadent Sophistication」の編集者であった。
1980年前後のビデオの普及前までは、日本の中核都市には大抵あった外国ポルノ専門の映画館で、彼女の映画はよく上映されていた。当時の外国のポルノ女優の中でも多くはなかった巨乳で、背が低いため一層それが強調されていた。
1996年にはAVN殿堂入りを果たした。

## 出演作の一部
- 1970年 - 『さそり'70/ざくろの様な女たち』 (Scorpio 70)
- 1974年 - 『マリー・メンダム/若妻の欲情』 (Confessions of a Young American Housewife)
- 1976年 - 『ディープ・マシーン』 (Honey Pie)
- 1976年 - 『クライマックス』 (Expose Me, Lovely)
- 1976年 - 『ジェニファー・ウェルズ/ブルー・ラブポルノ』 (Temptations)
- 1976年 - 『ジェニファー・ウェルズ/ホール・タッチアップ』 (Sweet Cakes)
- 1976年 - 『マリー・メンダム/セックス・プロ』 (Misty)
- 1976年 - 『ジェニファー・ウェルズのセックス・キラー』 (Blonde Velvet)
- 1977年 - 『性熟ジェニファー/ファクスタシー』 (Little Orphan Sammy)
- 1977年 - 『スーパーテクニシャン/ジェニファー・ウェルズ』 (Inside Jennifer Welles)
- 1979年 - 『No.1ポルノ'80/ジェニファー・ウェルズ』 (Little Blue Box)

## 受賞
- AVN殿堂顕彰